# 飯島洋一
飯島 洋一（いいじま よういち、1959年5月6日 - ）は、日本の建築評論家、多摩美術大学教授。
東京都練馬区生まれ。詩人の飯島耕一の子。1983年早稲田大学理工学部建築学科卒業。1985年同大学大学院理工学研究科修士課程（建設工学専攻）修了。清水建設株式会社、芝浦工業大学工学部建築工学科非常勤講師を経て、1995年から多摩美術大学美術学部助教授。1998年、同環境デザイン学科助教授、2004年、教授、2008年、同共通教育教授。

2003年「『現代建築・テロ以前／以後』を中心にして」でサントリー学芸賞受賞。1960年代生まれの建築家を「ユニット派」と名付けて批判し、ユニット派論争となった。

## 著書
- 『光のドラマトゥルギー 20世紀の建築』青土社、1990
- 『37人の建築家 現代建築の状況』福武ブックス、1990
- 『建築のアポカリプス もう一つの20世紀精神史』青土社、1992
- 『現代建築の50人』INAX出版・INAX叢書、1993
- 『アメリカ建築のアルケオロジー』青土社、1993
- 『終末的建築症候群』PARCO出版、1994
- 『王の身体都市 昭和天皇の時代と建築』青土社、1996
- 『映画のなかの現代建築』彰国社、1996
- 『<ミシマ>から<オウム>へ 三島由紀夫と近代』平凡社選書、1998
- 『現代建築・アウシュヴィッツ以後』青土社、2002
- 『現代建築・テロ以前/以後』青土社、2002
- 『キーワードで読む現代建築ガイド』平凡社新書、2003
- 『建築と破壊 思想としての現代』青土社、2006
- 『グラウンド・ゼロと現代建築』青土社、2006
- 『破局論』青土社、2013
- 『「らしい」建築批判』青土社、2014
- 『建築と歴史 「戦災」から「震災」まで』青土社、2015[3]
- 『アンビルトの終わり　ザハ・ハディドと新国立競技場』青土社、2020

共編
- 『現代建築家99』多木浩二・五十嵐太郎共編、新書館、2010

## 参考
- 多摩美術大学教員業績公開システム 飯島洋一